# تی‌وی‌آر

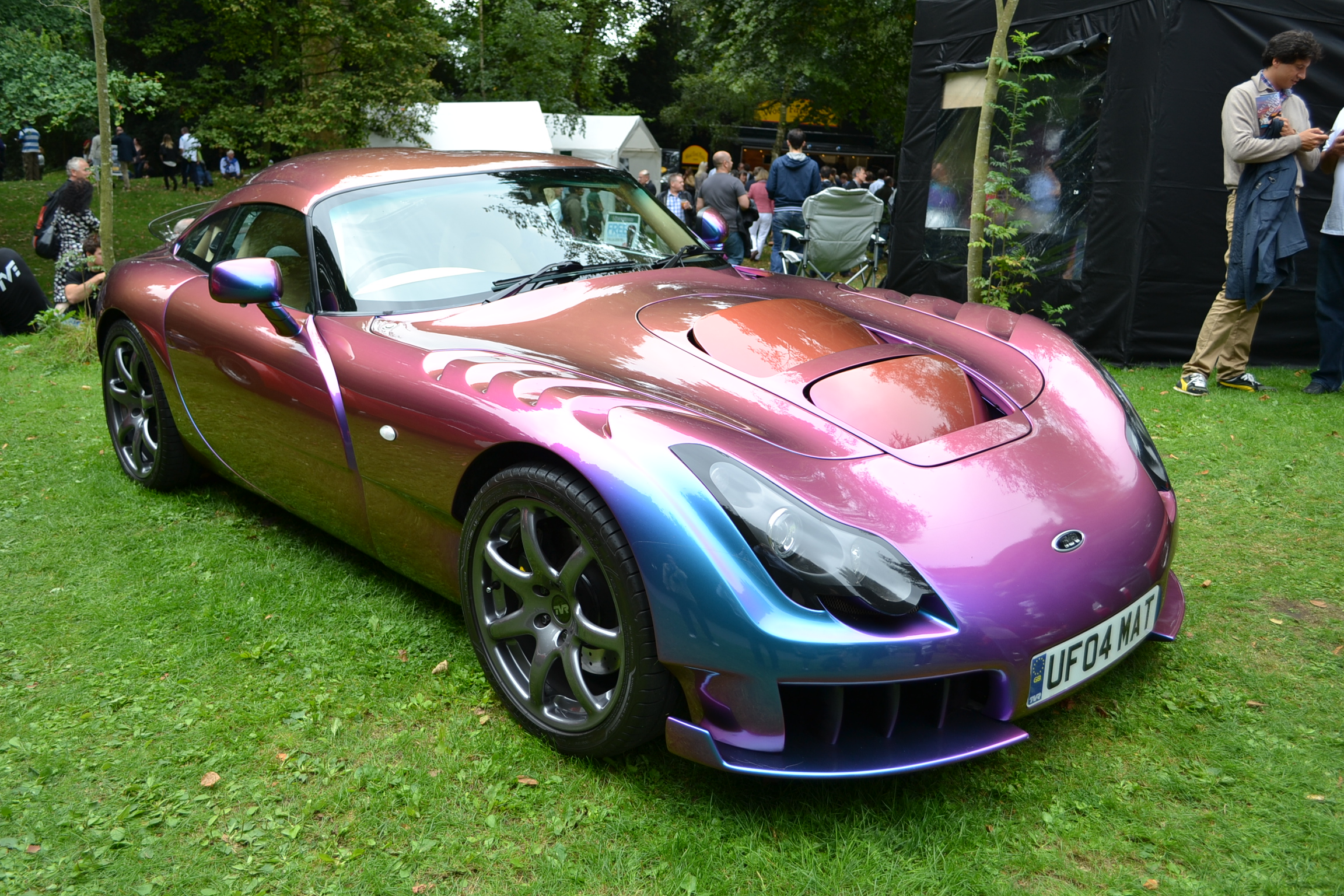
تی‌وی‌آر تی۳۵۰

تی‌وی‌آر، (به انگلیسی: TVR) شرکت خودروسازی بریتانیایی است، که در زمینه طراحی و ساخت خودروهای اسپورت و قطعات خودرو، همچنین تولید خودروهای کروکی و کوپه فعالیت می‌نماید.
شرکت تی‌وی‌آر در سال ۱۹۴۷ توسط تروور ویلکینسون راه‌اندازی شد. این شرکت در سال ۲۰۱۳ توسط کنسرسیومی از سرمایه‌گذاران بریتانیایی به رهبری لس ادگار خریداری شد و در حال حاضر محصولات خود را در اروپا و ژاپن تولید می‌کند.
دفتر مرکزی و کارخانه تولیدی این شرکت در شهر بلکپول، انگلستان قرار دارد. از خودروهای تولید شده توسط تی‌وی‌آر می‌توان به مدل‌هایی چون: تی‌وی‌آر گرانچورا، تی‌وی‌آر توسکان، تی‌وی‌آر ویکسن، تی‌وی‌آر ۴۲۰، تی‌وی‌آر ۴۵۰، تی‌وی‌آر گریفیت، تی‌وی‌آر سربرا، تی‌وی‌آر تامورا، تی‌وی‌آر تی۳۵۰، تی‌وی‌آر توسکان اسپید ۶، تی‌وی‌آر ساگاریس، تی‌وی‌آر سربرا ۱۲ دنده اشاره کرد.

## نگارخانه

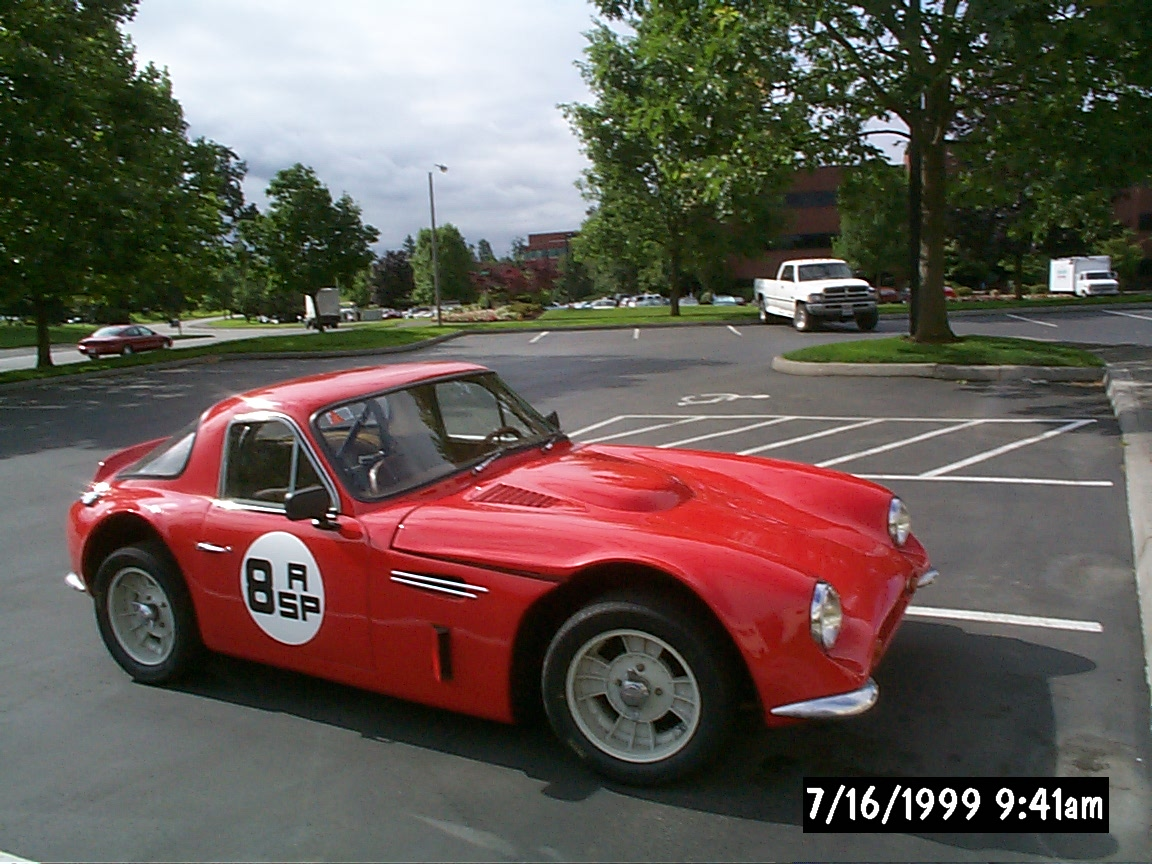
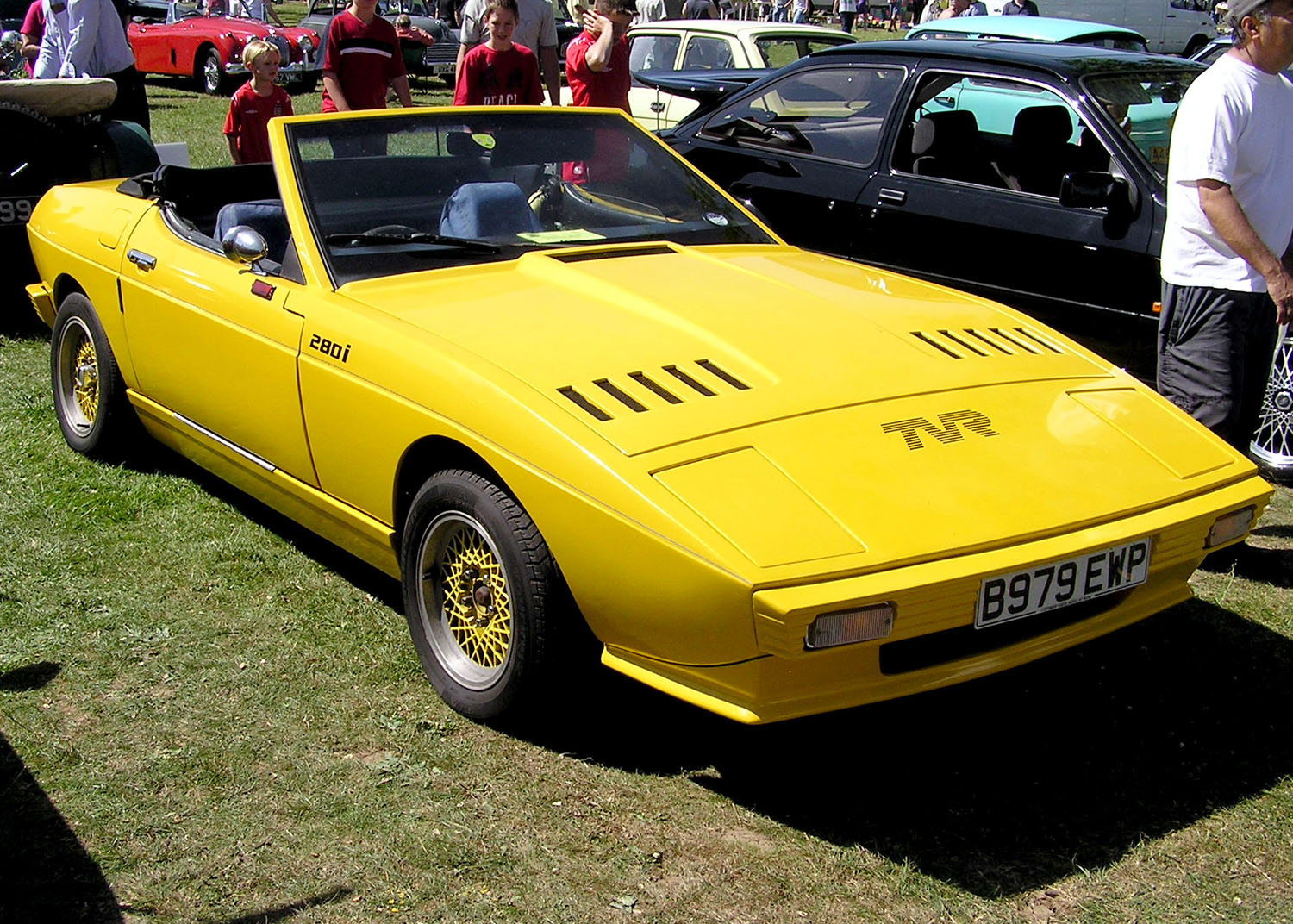
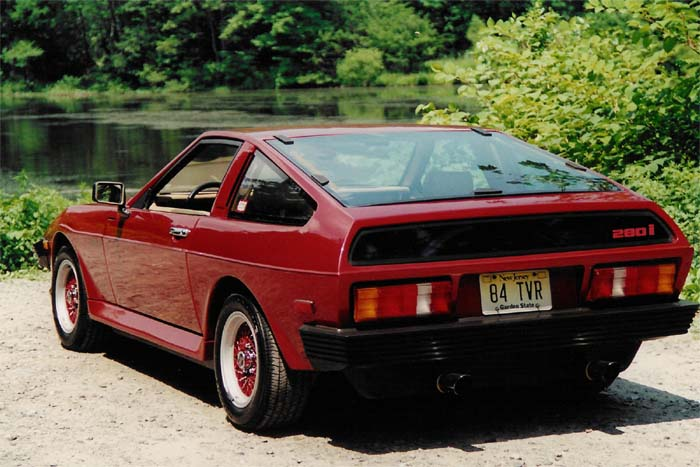
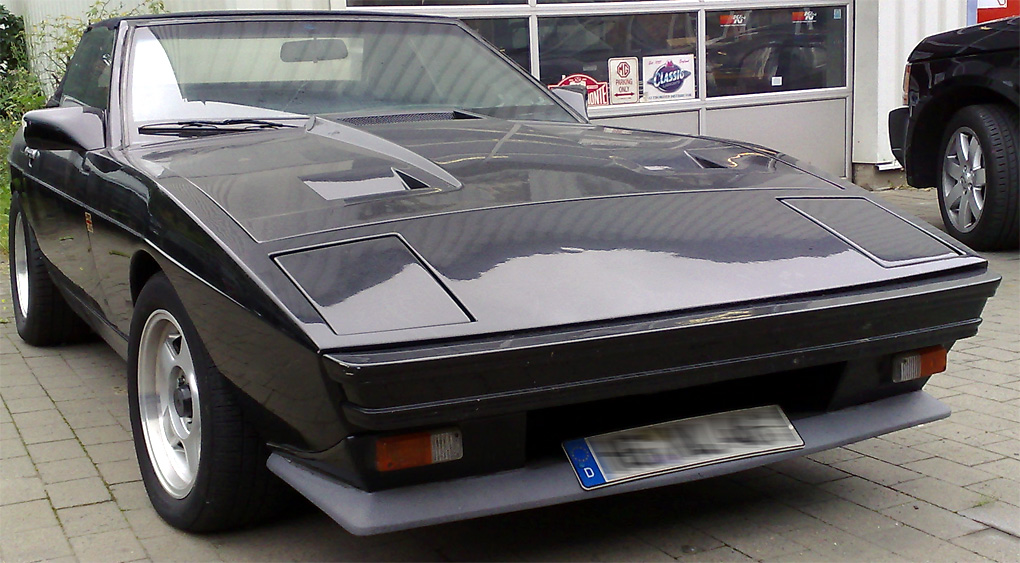
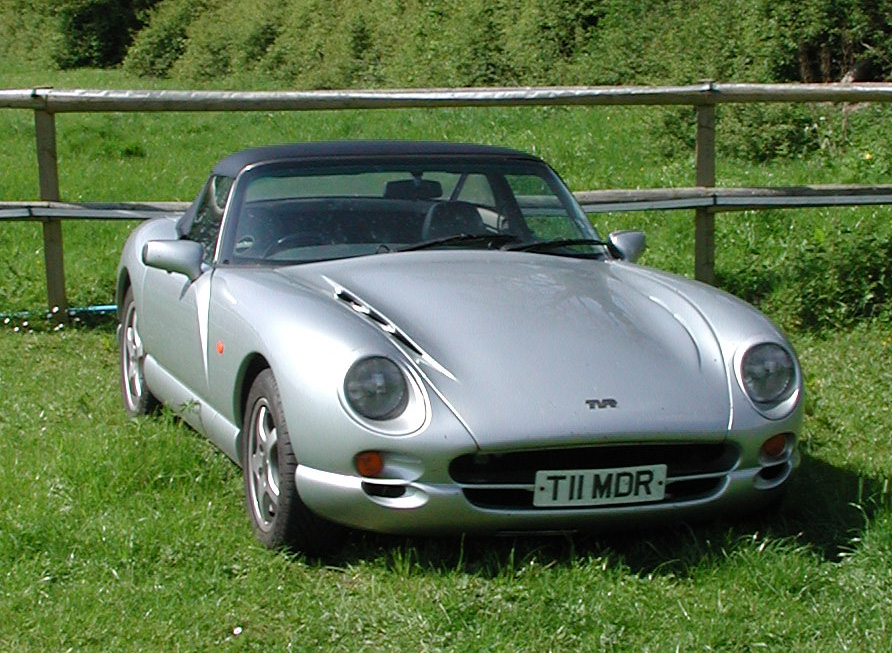
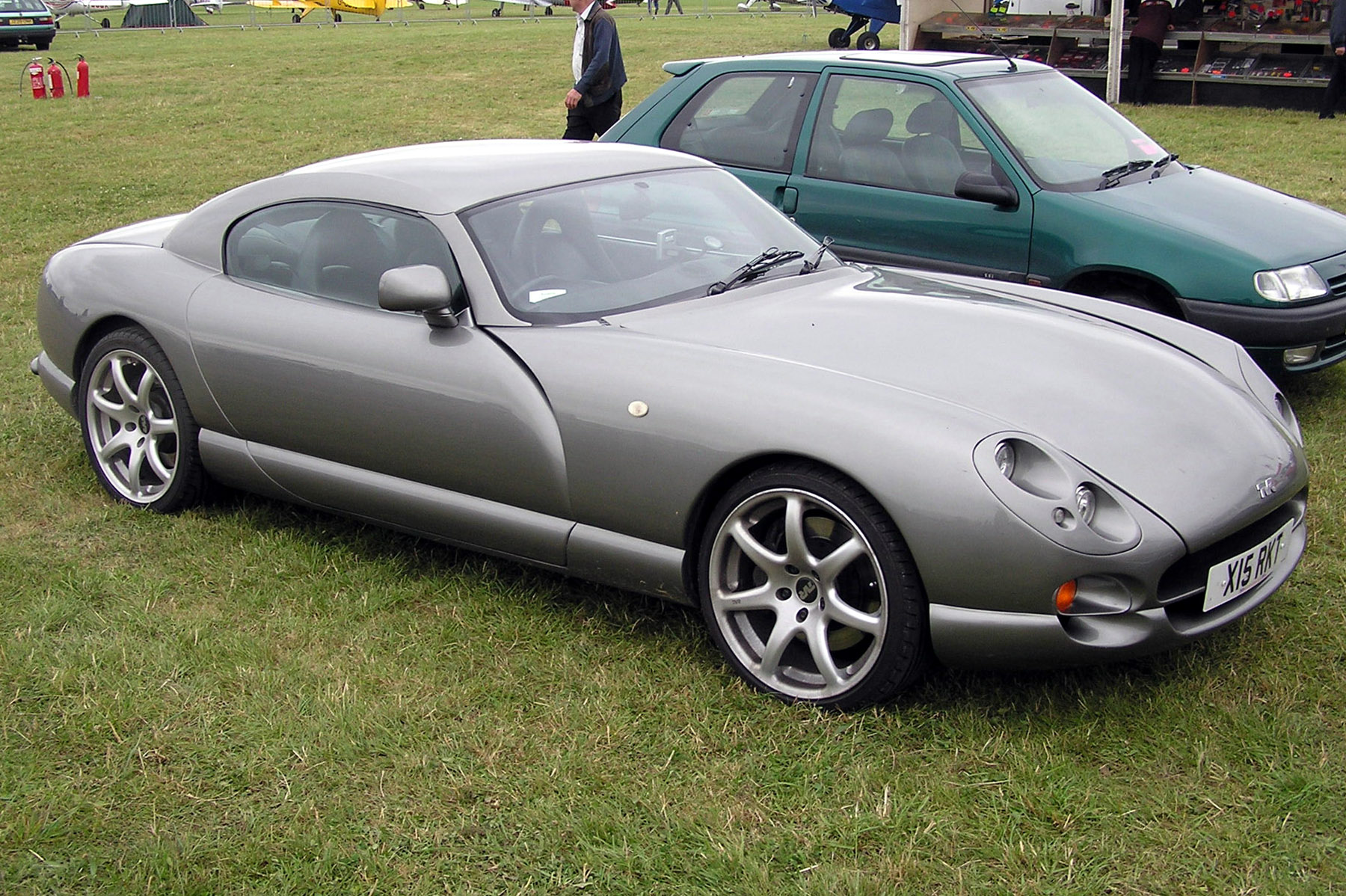
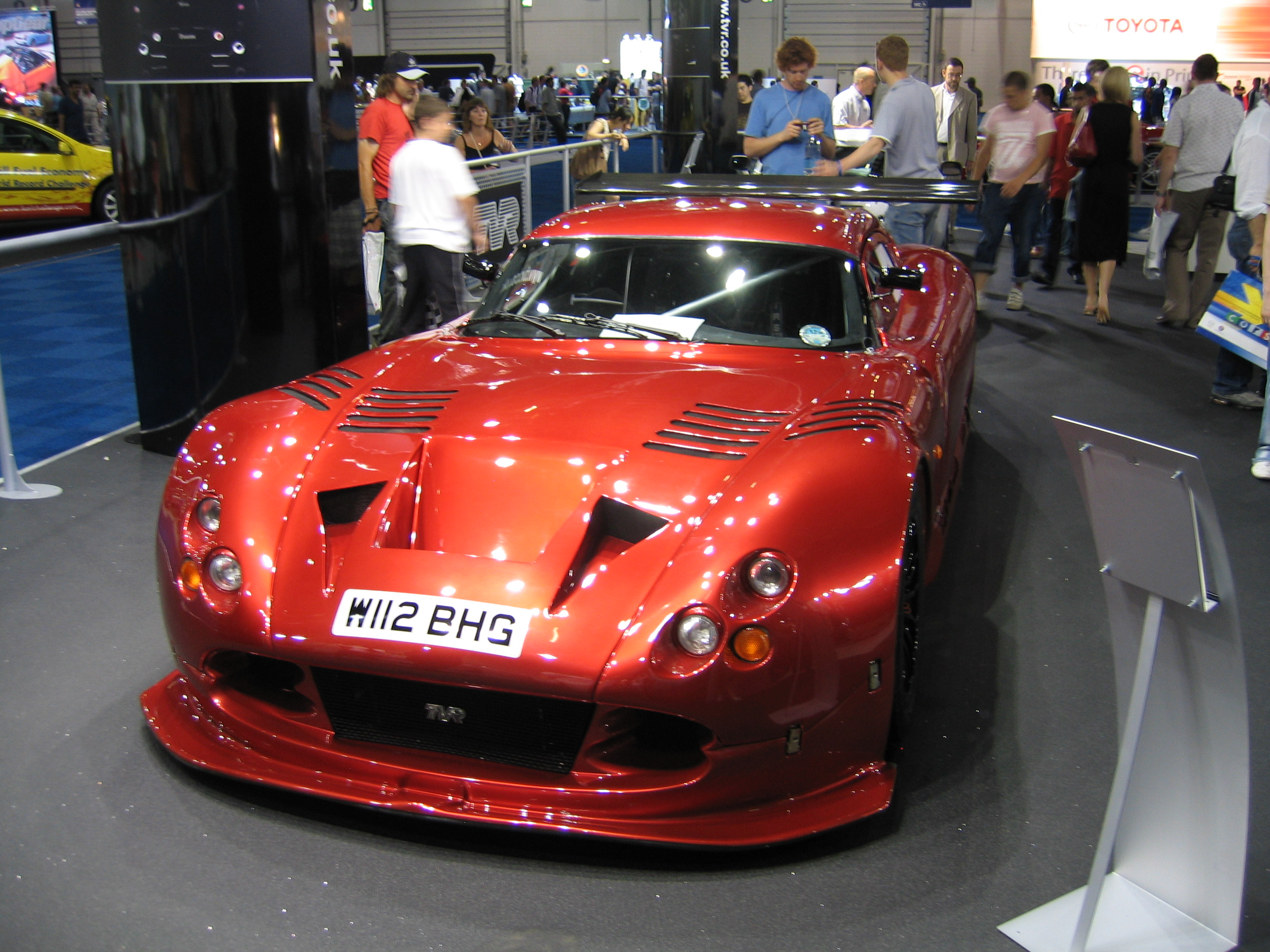
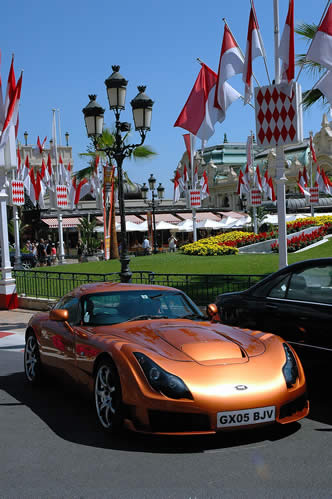
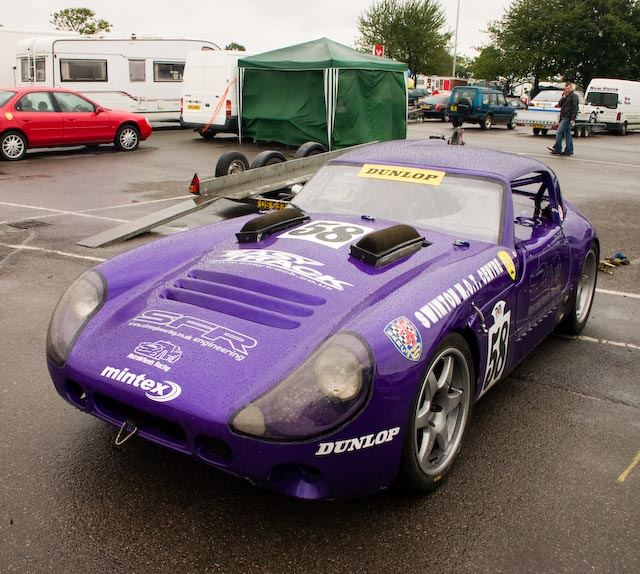